# August Desch
Ne doit pas être confondu avec Auguste Desch.
August Georg « Gus » Desch (né le 12 décembre 1898 à Newark et décédé le 14 novembre 1964 à Evanston) est un athlète américain spécialiste du 400 mètres haies. Affilié au Notre Dame Fighting Irish, il mesurait 1,70 m pour 61 kg.

## Biographie

### Palmarès
| Date | Compétition           | Lieu   | Résultat | Performance |
| ---- | --------------------- | ------ | -------- | ----------- |
| 1920 | Jeux olympiques d'été | Anvers | 3e       | 54 s 7      |

### Records
| Épreuve          | Performance | Lieu | Date |
| ---------------- | ----------- | ---- | ---- |
| 400 mètres haies | 53 s 4      |      | 1921 |